# Burg Schrofenstein

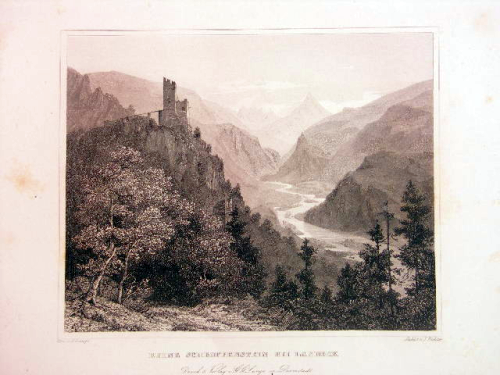
Die Ruine um 1850

Burg Schrofenstein, auch Schroffenstein, genannt, ist die Ruine einer Felsenburg auf 1122 m ü. A. in der Gemeinde Stanz bei Landeck im Tiroler Oberland.

## Burgruine
Östlich in Stanz bei Landeck und oberhalb des Stadtteiles Perjen der Stadt Landeck ist die Burgruine, schwer zugänglich, auf einem Felsvorsprung an den Berghang gebaut. Die Lage der Burg ermöglichte die Überwachung der Verkehrswege ins Vinschgau, über den Arlberg und den Fernpass. Vorübergehend war Schrofenstein auch Gerichtssitz. Zunächst war sie Sitz von Ministerialen aus Chur und ab dem 13. Jahrhundert Sitz des Tiroler Geschlechtes der Schrofensteiner bis zu deren Aussterben im Jahr 1546. Danach gehörte die Burg lange Zeit dem Geschlecht der Grafen und Fürsten von Trautson. Ab der zweiten Hälfte des 19. Jahrhunderts beginnt der Verfall der Burg. Heute steht nur noch der zwölf Meter hohe Bergfried, der vom privaten Besitzer renoviert wurde.
Etwa 50 Meter unterhalb der Burg findet man noch Reste eines zur Burg gehörenden Stalles. Der Wirtschaftshof befand sich weiter abgelegen in Richtung Stanz.